# Diccionari de la Literatura Catalana (Gran Enciclopèdia Catalana)
El Diccionari de la Literatura Catalana, editat per la Gran Enciclopèdia Catalana, és un diccionari de referència especialitzat en la creació literària. Vinculat en la llengua catalana, presenta aproximadament 3.000 entrades d'autors, 425 d'obres i personatges. També hi ha els 50 premis literaris més importants coneguts a Catalunya amb les seves guanyadores o guanyadors i conté una extensa bibliografia en 120 pàgines.
Aquest diccionari és el resultat del projecte de revisió, actualització i modernització del fons literari de la Gran Enciclopèdia Catalana.

## Història
Les tensions sofertes per la literatura catalana degudes a factors com la crisi econòmica iniciada l'any 2008 i l'aparició i disponibilitat de nous mitjans de creació, publicació i distribució, així com de formació per la seva utilització, emprant eines com l'edició de llibres. L'any 2008, amb el tancament de l'edició i la publicació d'aquest Diccionari ha de poder tenir posteriors actualitzacions que reflecteixin aquests canvis que avui (any 2018) ja són vigents.
Altres diccionaris de literatura catalana:
Editorial Edicions 62, any 1979, autor: Joaquim Molas, ISBN 8429715509, 762 pàgines
Editorial Edicions 62, any 2000, direcció: Enric Bou, ISBN 9788429747706, 999 pàgines

## Contingut
El Diccionari cobreix l'exposició biogràfica de tots els Països Catalans: Catalunya, el País Valencià, les Illes Balears, la Franja d'Aragó, Catalunya Nord, Andorra i l'Alguer. El Diccionari fa l'ús majoritari del català. Es va donar una controvèrsia sobre que els assessors de l'obra són catalans i no n'hi han de les illes ni del País Valencià.
És inclusiu en termes de llengua, estil, gènere (periodisme, assaig, traducció, lingüistes, producció en altres llengües, escriptors que ultra la producció tipogràfica són coneguts en la producció musical i fins i tot ser cantants ells mateixos.
En aquest Diccionari hi ha els autors que varen néixer fins a l'any 1975, també s'hi inclouen els pseudònims. Hi ha autors que exercien també altres arts com pintors (Dalí), nobles (Constança d'Aragó, Jaume I), eclesiàstics (Alcover), polítics (Blasco Ibáñez), industrials, cineastes, juristes, etc. Les referències als autors i obres d'avantguarda són escasses. Al Diccionari també s'hi troben autors que eren naturals d'altres cultures, autors que escrivien en altres llengües obres adreçades a la cultura catalana: llatí, anglès, francès, alemany, castellà, hongarès.
Exemple d'obres citades:
- Cant espiritual
- L'hostal de la Glòria
- El comte Arnau
- Incerta glòria
- Estimada Marta…

Exemple de personatges citats:
- Flordeneu
- Plaerdemavida
- Conxa
- Innocenci Arpriu
- Medea…

Cobreix la representació biogràfica de tots els Països Catalans: Catalunya, País Valencià i les Illes, la Franja d'Aragó, Catalunya Nord, Andorra i l'Alguer. El Diccionari fa l'ús majoritari del català.
És inclusiu en termes de llengua, estil, gènere (periodisme, assaig, traducció, lingüistes, producció en altres llengües, escriptors que ultra la producció tipogràfica són coneguts en la producció musical i fins i tot ser cantants ells mateixos.
Autors
- Director: Àlex Broch i Huesca

Assessors
- Etapa medieval: Anton M. Espadaler
- Etapa moderna: Pep Valsalobre
- Segle XIX: Manuel Jorba
- Del Modernisme a la Guerra Civil Espanyola: Jaume Aulet